# Municipio de Amatlán de los Reyes
El municipio de Amatlán de los Reyes es uno de los 212 municipios en que se encuentra dividido el estado mexicano de Veracruz de Ignacio de la Llave, se encuentra localizado en la Región Grandes Montañas y su cabecera es la población del mismo nombre.

## Geografía

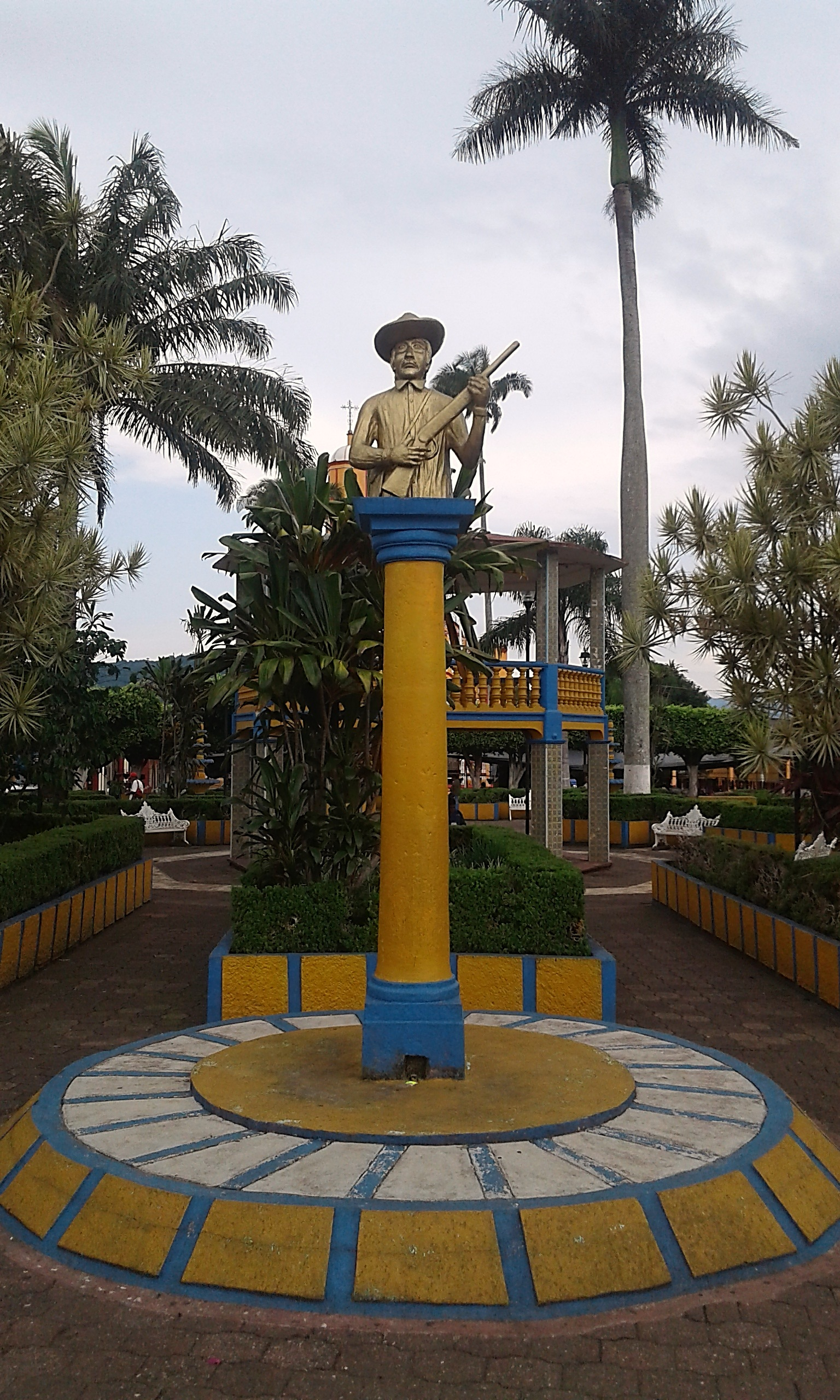
Monumento al héroe amateco Pacual de los Santos García

El municipio de Amatlán de los Reyes se encuentra localizado en la zona central del estado de Veracruz en una de las zonas de mayor relieve del estado por lo que recibe el nombre de Región Grandes Montañas, sus coordenadas geográficas extremas son 18° 46' - 18° 58' de latitud norte y 96° 49' - 96° 58' y su extensión territorial es de 148.88 kilómetros cuadrados que equivalen a un 0.20% del territorio veracruzano, así mismo su altitud fluctúa de un mínimo de 500 a un máximo de 1 300 metros sobre el nivel del mar.
Limita al norte con el municipio de Ixhuatlán del Café, al noreste con el municipio de Atoyac, al este con el municipio de Yanga, al sur con municipio de Cuichapa, con el municipio de Omealca y con el municipio de Coetzala, al suroeste con el municipio de Naranjal y con el municipio de Fortín, y al oeste con el municipio de Córdoba.

### Orografía e hidrografía

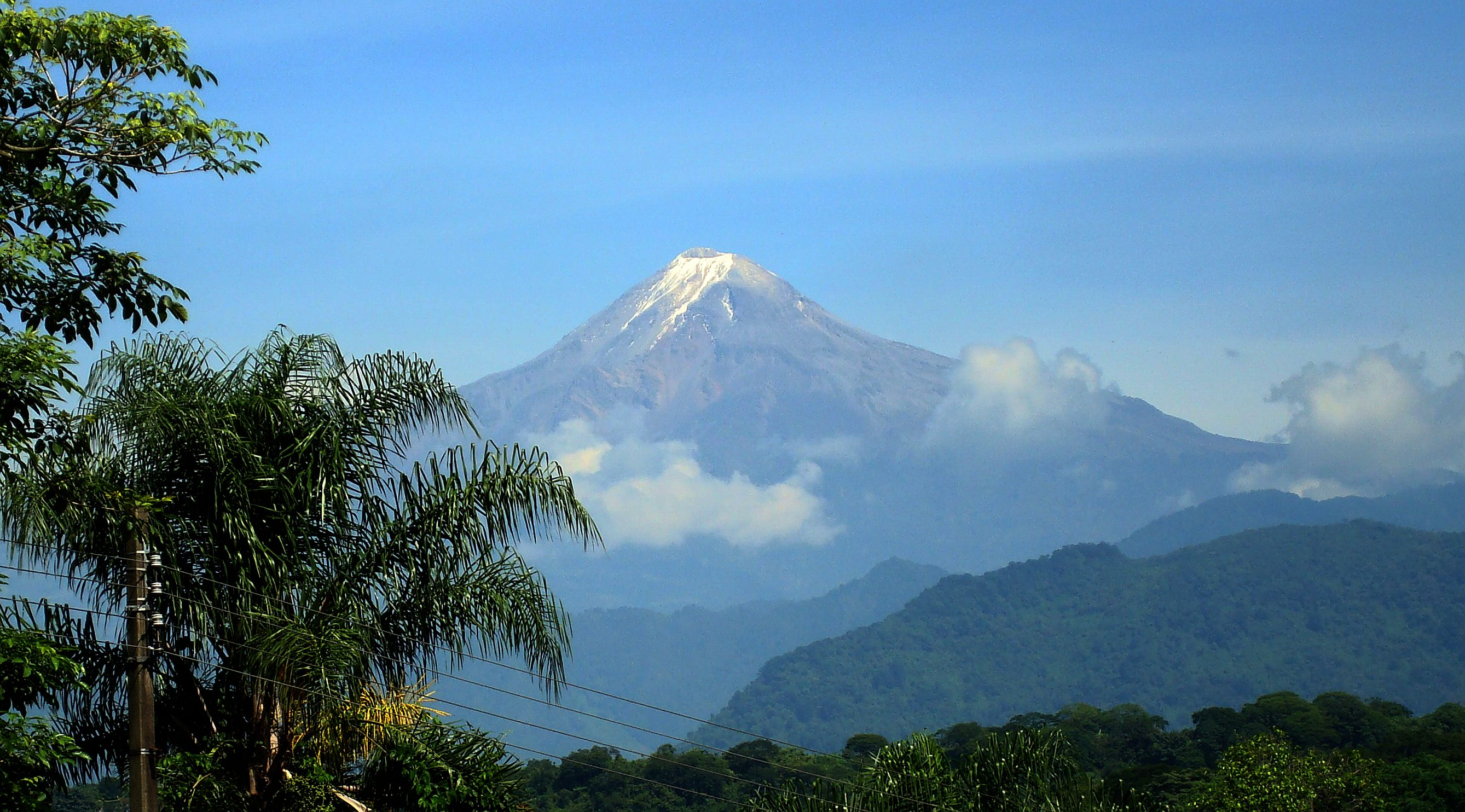
El Pico de Orizaba y el entorno vegetal en Amatlán de los Reyes

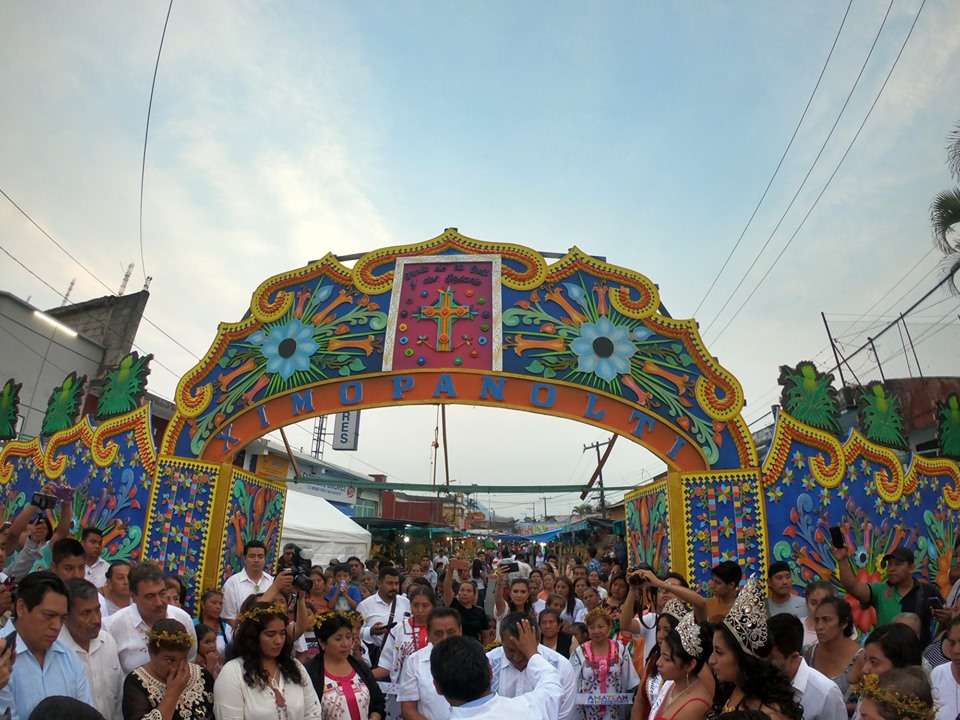
Feria de la Cruz y el Rosario (2019), es la festividad más antigua que se realiza en la región

El municipio de Amatlán de los Reyes se localiza en la zona de mayor relieve del estado de Veracruz, surcado por la Sierra Madre Oriental y el Eje Neovolcánico y en donde destaca el Pico de Orizaba, montaña más alta de México; en su territorio la fluctuación de elevación va de los 500 a los 1 300 metros sobre el nivel del mar y las principales elevaciones se encuentran en el norte y en el sureste del municipio; la principal elevación del municipio es el Cerro Tepetzala que se encuentra al sureste del territorio.
Las principales corrientes permanentes del municipio son el río Atoyac, el río Seco y el río Blanco, este último el principal de la región aunque por el municipio de Amatlán cruza solo una muy pequeña extensión en su extremo suroeste. La totalidad del territorio pertenece a la Región hidrológica Papaloapan y se divide en dos cuencas, al norte la Cuenca del río Jamapa y otros y al sur la Cuenca del río Papaloapan.

### Clima y ecosistemas
En Amatlán de los Reyes se registran dos diferentes tipos de clima, en el extremo norte y noroeste el clima es Semicálido húmedo con abundantes lluvias en verano y en el resto del municipio el clima es Cálido húmedo con abundantes lluvias en verano; en la misma zona norte y noroeste el rango de temperatura media anual es de 20 a 22 °C, y en el resto del municipio es de 22 a 24 °C; la precipitación pluvial anual de Amatlán se encuentra entre los 1 500 y 2 000 mm en su extremo este, mientras que todo el resto del municipio registra entre 1 200 y 1 500 mm.
Prácticamente la totalidad de la extensión del territorio municipal se encuentra dedicado a la agricultura, con la única excepción de una zona que va del centro al sureste del territorio que se encuentra cubierto por selva mediana subperennifolia y secundaria predominando especies como el ocozote, encino, fresno, álamo y sauce; además en el territorio se desarrolla una fauna compuesta por poblaciones de mamíferos silvestres como conejo, zorros, perdices, tlacuaches, armadillos, aves y reptiles como palanca, víboras de cascabel y coralillo.

## Demografía

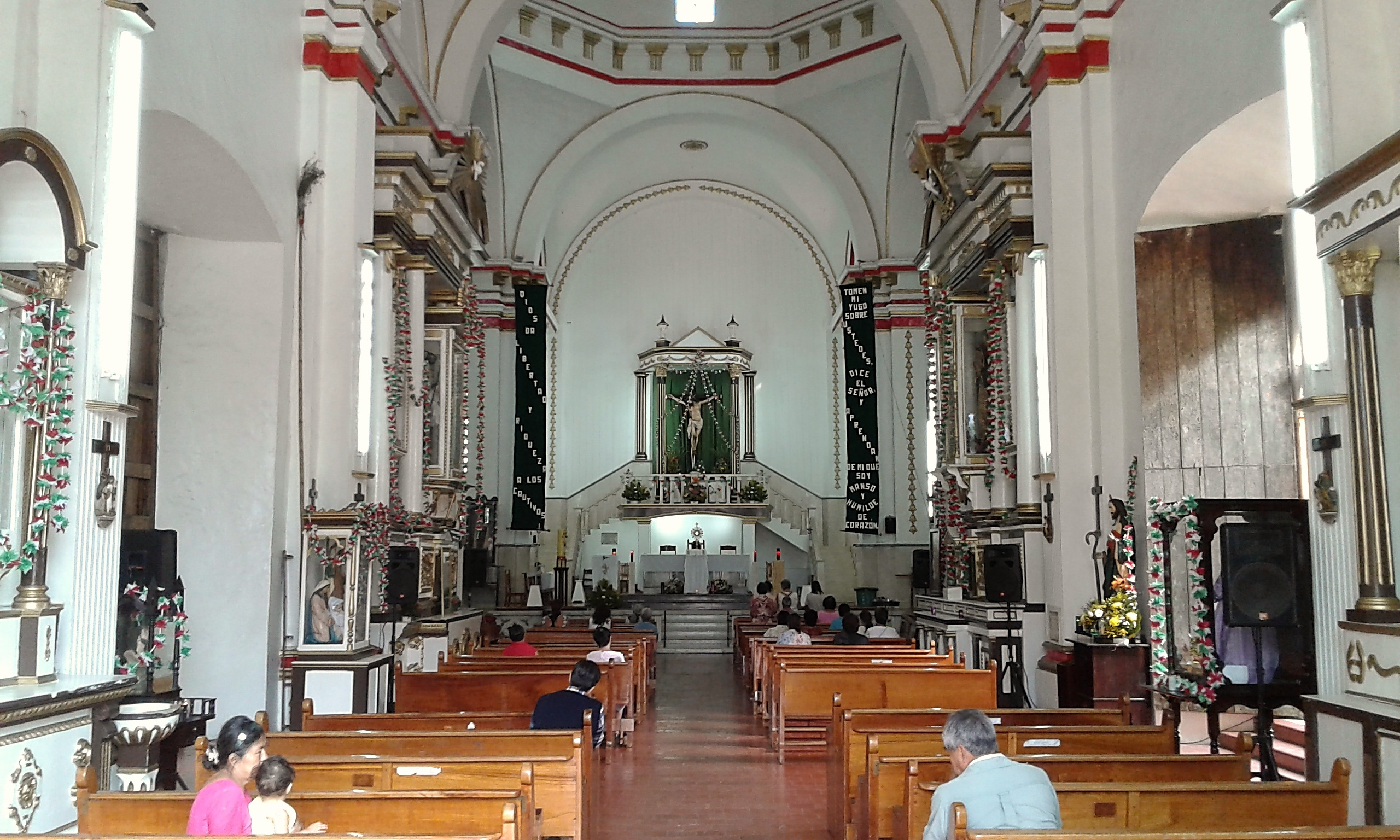
Interior de la Parroquia de los Santos Reyes Amatlán

De acuerdo a los resultados del Censo de Población y Vivienda de 2010 realizado por el Instituto Nacional de Estadística y Geografía, la población total de Amatlán de los Reyes es de 42 268 personas, de las que 20 591 son hombres y 21 677 son mujeres.

### Localidades
En el municipio de Amatlán de los Reyes se encuentran un total de 80 localidades, las principales son:
| Localidad                        | Población |
| Total Municipio                  | 42 268    |
| Amatlán de los Reyes             | 9 123     |
| Peñuela                          | 5 421     |
| Paraje Nuevo                     | 4 465     |
| Guadalupe (La Patrona)           | 3 569     |
| Manuel León (San José de Gracia) | 2 295     |
| Potrero Viejo                    | 2 165     |
| Cacahuatal                       | 1 609     |
| San Rafael Río Seco              | 1 468     |
| Trapiche Viejo                   | 1 112     |

## Política

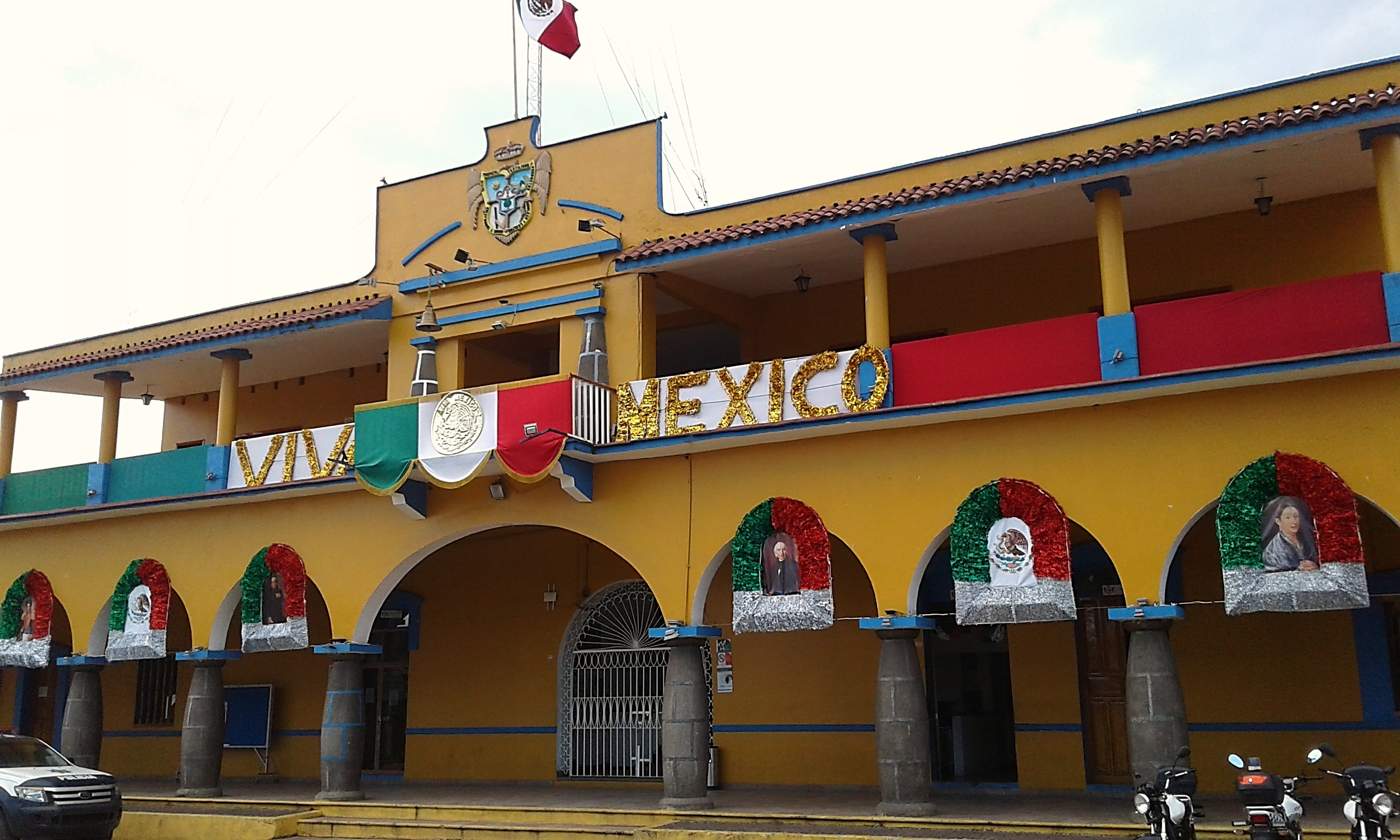
Palacio Municipal de Amatlán de los Reyes

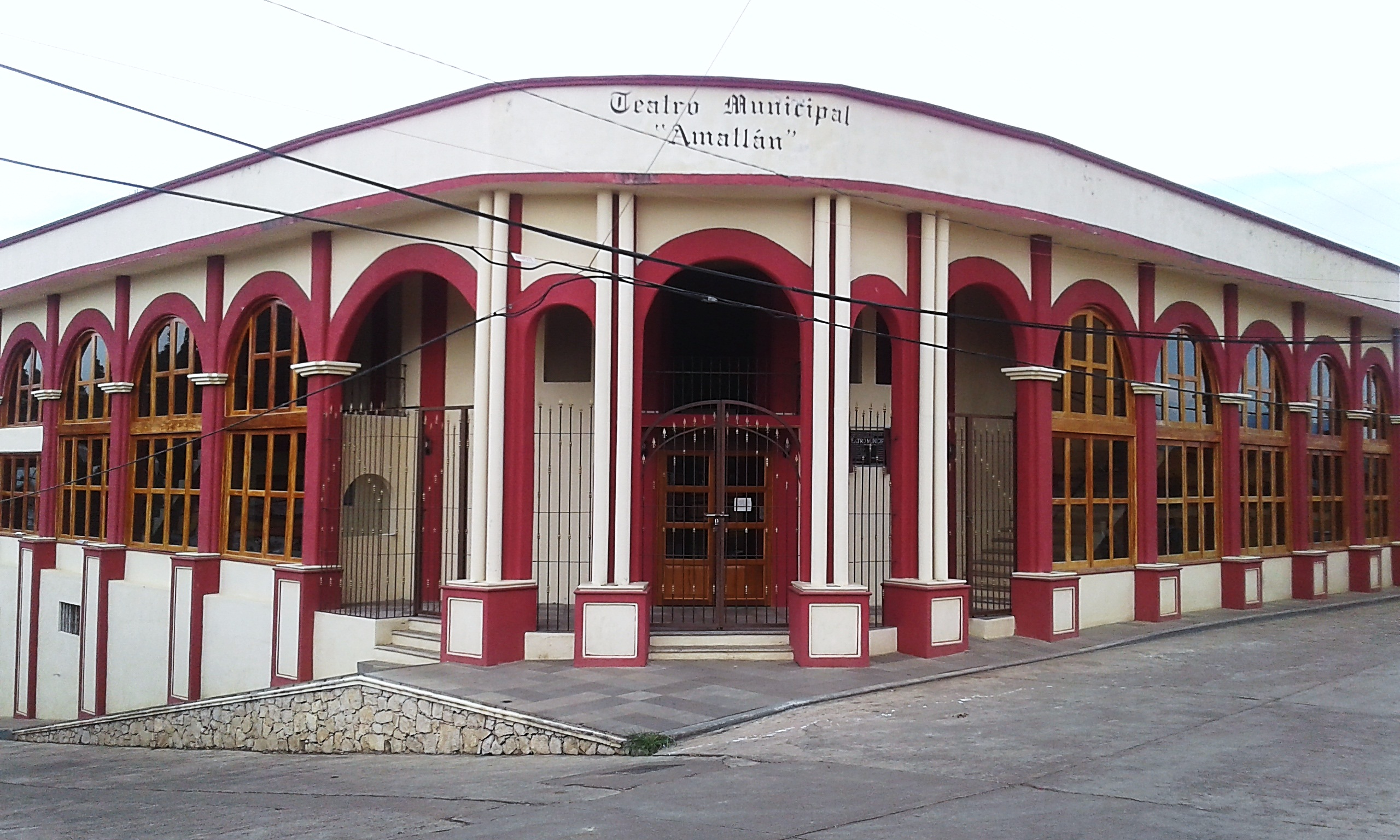
Teatro Municipal de Amatlán de los Reyes

El gobierno del municipio de Amatlán de los Reyes está a cargo de su Ayuntamiento, que es electo mediante voto universal, directo y secreto para un periodo de tres años que no son renovables para el periodo inmediato posterior pero si forma no continua, está integrado por el presidente municipal, un Síndico único y el cabildo conformado por cinco regidores, uno electo por mayoría relativa y cuatro por el principio de representación proporcional. Todos entran a ejercer su cargo el día 1 de enero del año siguiente a su elección.

### Representación legislativa
Para la elección de Diputados locales al Congreso de Veracruz y de Diputados federales al Congreso de la Unión, el municipio de Amatlán de los Reyes se encuentra integrado en los siguientes distritos electorales:
Local:
- XVI Distrito Electoral Local de Veracruz con cabecera en la ciudad de Córdoba.[20]

Federal:
- XVI Distrito Electoral Federal de Veracruz con cabecera en la ciudad de Córdoba.[21]

### Presidentes municipales
- (1985 - 1988): Fidel Sànchez Flores
- (1988 - 1991): Albertano Castillo Hernández
- (1991 - 1994): Miguel Castro Tinoco
- (1994 - 1997): Juan Morales Huerta
- (1997 - 2000): Guillermo Muñoz Sánchez
- (2000 - 2004): Benjamín Reyes Galeana
- (2004 - 2007): Miguel Ángel Figueroa Ramos
- (2007 - 2010): Hector Bernabe Beristain
- (2010 - 2013): Eduardo Rojas Camacho
- (2013 - 2017): Eduardo Rojas Camacho
- (2018 - 2021): María De Jesús Gonzalez
- (2022 - 2025): Luis Arturo Figueroa Vargas